# Richard Hellmann
Richard Hellmann (* 22. Juni 1876 in Schönebegk; † 3. Februar 1971 in New York) war als Produzent von Mayonnaise Unternehmer in den USA und gehörte zu den reichsten Männern dieses Landes.

## Leben
Hellmann wurde als Sohn eines Sattlermeisters geboren und erlernte den Beruf des Kaufmanns. Bedingt durch seine Ausbildung im Spreewald hatte er umfassende Kenntnisse in der Herstellung von Mayonnaise erworben. Nach Tätigkeiten in Halle (Saale) und Hamburg ging er schließlich 1903 in die USA. Zwei Jahre später eröffnete er in New York einen Delikatessenladen. Er heiratete die Tochter eines Delikatesswarenhändlers und begann mit der Herstellung von Mayonnaise, die in den USA viele Käufer fand. Die Nachfrage nach den Produkten der Firma Hellmann war groß (so orderten Gaststätten und Hotels größere Mengen), darum holte er sich Hilfe von Spezialisten. Nach gelungenen Versuchen und intensiver Arbeit an der Lösung des Problems gelang es ihm, die Mayonnaise zu konservieren. Mit diesem Erfolg gelangte er mit seinem Unternehmen Hellmann’s zu großem Wohlstand.
Mit Spenden unterstützte er seine alte Heimat Vetschau. So wurde mit seiner Unterstützung der Rittersaal des Stadtschlosses renoviert, eine Turnhalle erweitert und ein Tennisplatz angelegt. Im Jahr 1929 legte Hellmann zugunsten der Stadt Vetschau eine Stiftung von 500.000 Reichsmark an, die jährlich einen Gewinn von 42.000 Reichsmark erbringen sollte.
Am 3. Mai 1929 wurde Hellmann zum Ehrenbürger der Stadt Vetschau ernannt. Die Übergabe der Urkunde erfolgte am 21. September 1929 durch Vertreter des Magistrates der Stadt Vetschau sowie seinen Cousin, dem Sattlermeister Hugo Hellmann, in New York.

## Gedenken
In den Wirren der Geschichte ging das Stiftungsvermögen später unter. Über den Verbleib eines großen Teils des Kapitals ist heute nichts bekannt. Am 25. Mai 1992 wurde die Stiftung, auf der Grundlage des Verkaufs einiger noch vorhandener Grundstücke der Stiftung, jedoch wieder begründet. Die Stiftung unterstützt noch heute soziale Belange.
In Hellmanns Heimatstadt Vetschau sind eine Straße (Richard-Hellmann-Straße) und ein Platz (Hellmannplatz) nach ihm benannt.